# Loto (affluent de la Salonga)
Pour les articles homonymes, voir Loto (homonymie).
La Loto, est une rivière du Congo-Kinshasa dans le bassin du Congo, un affluent de la Salonga et un sous-affluent de la Ruki-Busira.
Elle traverse le sud de la section nord du parc national de la Salonga, où elle se jette dans la Salonga.